# 大長和
大長和（902年－928年），又称长和，唐末、五代十國時建立於今云南省、繼承南诏的国家，存在26年，共3位君主。

## 創建
南诏中興元年（897年），清平官鄭買嗣指使南诏蒙氏之近臣杨登杀死南诏王隆舜。
中興五年（902年）隆舜之子舜化贞死，鄭買嗣杀死南诏王族蒙氏亲族800余人，灭亡南诏後自立为帝，国号为長和，改年號為安國，都城為大理，制度、統治範圍皆承襲南詔，統治今雲南全部、贵州省西部、四川省大渡河之南大部分地區、老挝及缅甸北部等。

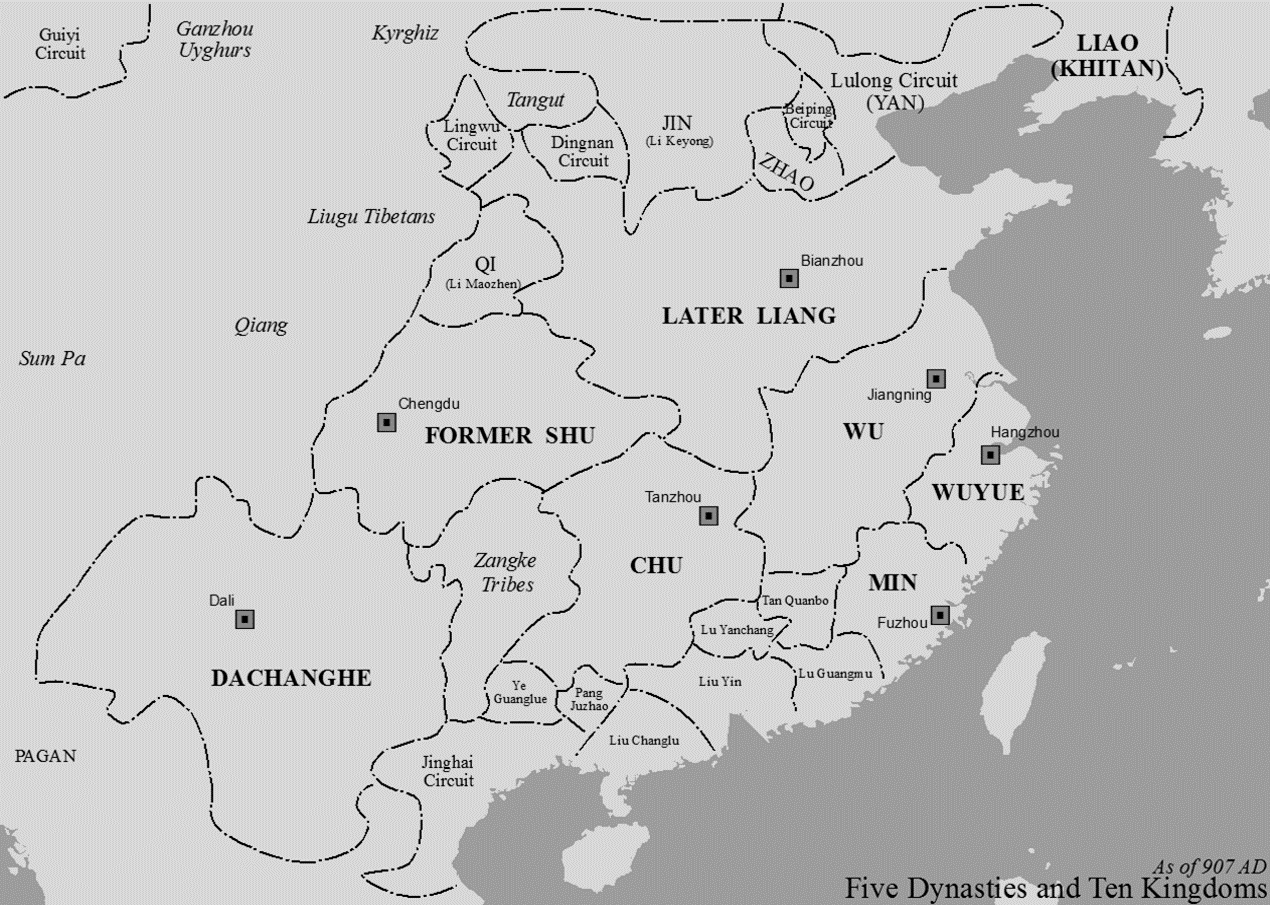
五代十国时國界圖，大長和位於西南方。

## 滅亡
后唐天成三年（928年），剑川节度使楊貞找藉口入朝，杀死大長和末代皇帝郑隆亶，立清平官赵善政为帝，定国号为大天興，大长和灭亡。

## 历任皇帝
- 聖明文武威德桓皇帝郑买嗣（902年－909年在位）[3]
- 肃文太上皇帝郑仁旻（909年－926年在位）[4]
- 恭惠帝郑隆亶（926年－928年在位）[5]